# ヴォルフ・エァルブルッフ
ヴォルフ・エァルブルッフ（Wolf Erlbruch、1948年6月30日 – 2022年12月11日）は、ドイツの児童文学作家、イラストレーターである。

## 生涯
1948年、ドイツノルトライン＝ヴェストファーレン州ヴッパータール生まれ。1993年、2003年にドイツ児童図書賞、2006年に国際アンデルセン賞を受賞した。ヴッパータール大学教授。

## 主な受賞歴
- ドイツ児童図書賞絵本部門、1993年 『クマがふしぎにおもってたこと』に対して
- ボローニャ国際児童図書賞、2000年 Das Neue ABC-Buch（新しいABCの本）に対して
- ドイツ児童図書賞特別賞、2003年
- 国際アンデルセン賞画家賞、2006年
- アストリッド・リンドグレーン記念文学賞、2017年

## 主な作品

### 著書
- Die fürchterlichen Fünf (1990)
  - 『すてきなよるに』上野陽子訳、ブックローン出版、1997年 ISBN 4892386456
- Leonard (1991)
  - 『レオナルド』上野陽子訳、ブックローン出版、1996年 ISBN 4892386162
- Das Bärenwunder (1992)
  - 『クマがふしぎにおもってたこと』上野陽子・今江祥智訳、ブックローン出版、1993年 ISBN 4892388726
- Frau Meier, die Amsel (1995)
  - 『マイヤー夫人のしんぱいのたねは？』上野陽子訳、BL出版、1998年 ISBN 4892386979
- Zehn grüne Heringe (1995)
- Nachts (1999)
- La Grande Question (Die große Frage) (2004)
  - 『おおきなはてな』上野陽子訳、朝日学生新聞社、2012年 ISBN 9784904826553
- Ente, Tod und Tulpe (2007)
  - 『死神さんとアヒルさん』三浦美紀子訳、草土文化、2008年 ISBN 9784794509710

### 挿絵
- James Aggrey: Der Adler der nicht fliegen wollte (1985)
- Werner Holzwarth: Vom kleinen Maulwurf, der wissen wollte, wer ihm auf den Kopf gemacht hat (1989)
  - ヴェルナー・ホルツヴァルト文『うんちしたのはだれよ!』関口裕昭訳、偕成社、1993年 ISBN 978-4-03-961130-7
- John Saxby: Die Abenteuer von Eduard Speck (1993) ISBN 3-446-17427-3
- Gioconda Belli: Die Werkstatt der Schmetterlinge (1994)
- John Saxby: Neue Abenteuer von Eduard Speck (1996) ISBN 3-446-18197-0
- Thomas Winding: Mein kleiner Hund Mister (1996)
  - トーマス・ヴィンディング著『ぼくはきみのミスター』小森香折訳、BL出版、2003年 ISBN 4776400197
- Valérie Dayre: Die Menschenfresserin (1996)
- Dolf Verroen: De Beer in de Speeltuin (Der Bär auf dem Spielplatz) (1998)
  - ドルフ・フェルルーン著『ぼくといっしょにあそんでよ』上野陽子訳、BL出版、2001年 ISBN 4892385891
- Johann Wolfgang von Goethe: Das Hexen-Einmal-Eins (1998) - ゲーテのファウスト 第一部による
- Thomas Winding: Mein kleiner Hund Mister in der Nacht (1998)
- Mirjam Pressler: Die wundersame Reise des kleinen Kröterichs (1998)
- Karl Philipp Moritz: Neues ABC Buch, 2000 - カール・フィリップ・モーリッツの著作の翻案
- Thomas Winding: Mein Kleiner Hund Mister und die Katze im Haus (2001)
  - トーマス・ヴィンディング著『なんでネコがいるの？ ― 続ぼくはきみのミスター』小森香折訳、BL出版、2007年 ISBN 9784776402459
- Bart Moeyaert: Am Anfang, 2003
- Dolf Verroen: Ein Himmel für den kleinen Bären (2003)
- Lee Bennett Hopkins, Oh, No! Where Are My Pants? and Other Disasters (2005)
- Bart Moeyaert: Olek schoss einen Bären (2006)
- Heinz Janisch: Der König und das Meer (2008)
- Gottfried Benn: Ratten (2009)
- James Joyce,  Harry Rowohlt: Die Katzen von Kopenhagen (2013) ISBN 978-3-446-24159-6 - ジョイスの短編『コペンハーゲンの猫（英語版）』のドイツ語訳